# جامعة أكسفورد
جامعة أكسفورد (بالإنجليزية: The University of Oxford)‏ (باللاتينية: Universitas Oxoniensis) جامعة تقع في مدينة أكسفورد في إنجلترا وتُعدّ أقدم جامعةٍ في العالم الغربي المتحدث بالإنجليزية، وأقدم جامعات بريطانيا السبع العتيقة، وصنفت كأفضل جامعة في العالم على مؤشر تايم للجامعات لسبع سنوات متتالية منذ عام 2016.

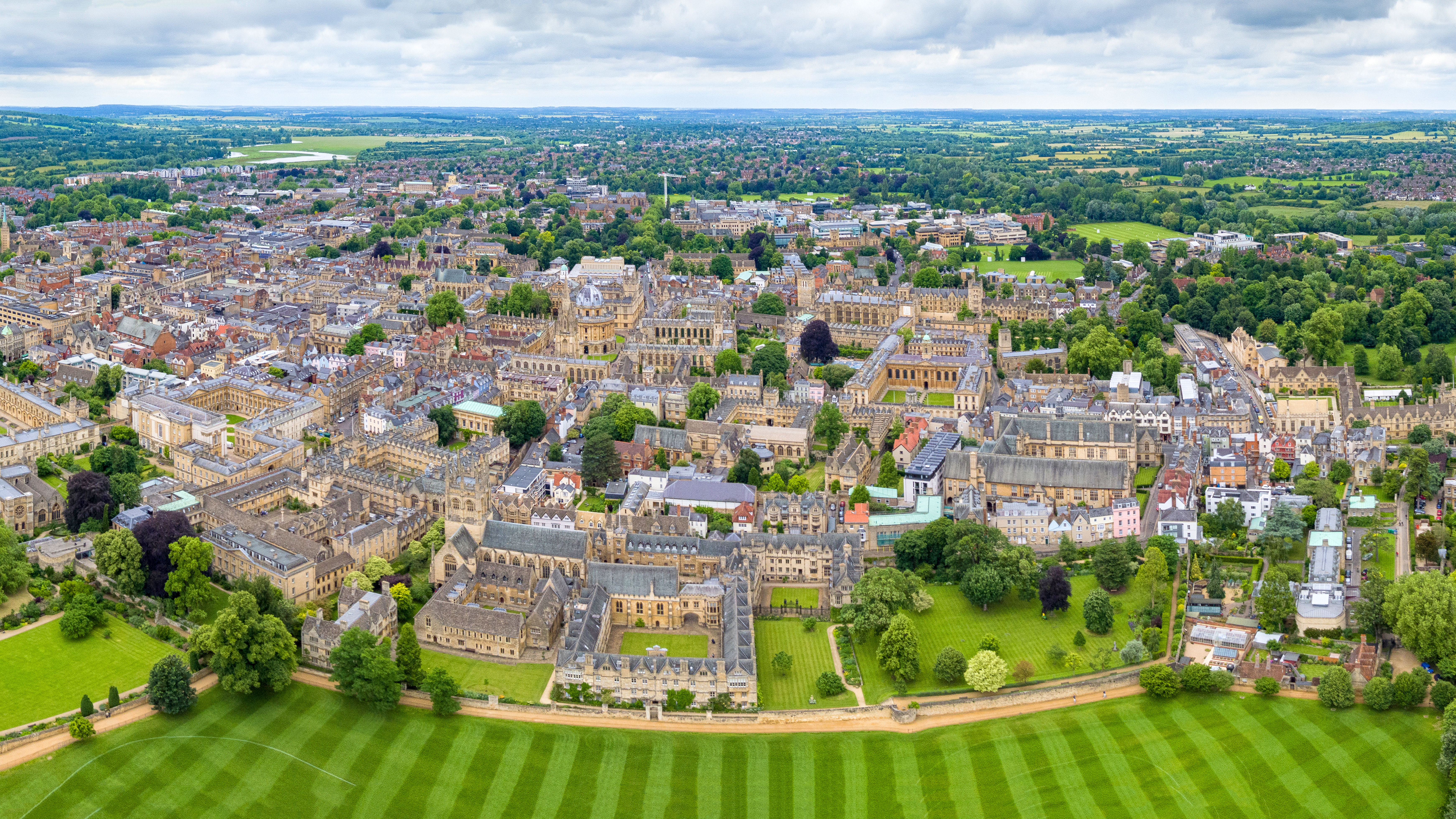
صورة بانورامية لجامعة أكسفورد

بالرغم من عدم معرفة التاريخ الدقيق لإنشاء الجامعة، فإن أصولها ترجع، على أقل تقدير، إلى القرن الحادي عشر. حيث يُروى أنه قامت أعمال شغب بين العلماء وسكان المدينة في عام 1209 م مما حذا ببعض علماء أكسفورد إلى الفرار إلى بلدة كامبريدج في الشمال الشرقي حيث أُسّست جامعة كامبريدج هناك، والتي أصبحث منذ ذلك الوقت منافسًا قويًا لجامعة أكسفورد. وتعتبر هاتان الجامعتان من أفضل وأرقى الجامعات في المملكة المتحدة والعالم.
احتلت الجامعة حديثًا المركز الأول في تصنيفين من تصانيف الجامعات البريطانية وهما تصنيف صحيفة الغارديان وتصنيف التايمز. وقد تصدرت أكسفورد هذا التصنيف الأخير للسنة الرابعة على التوالي. وعلى الرغم من المكانة المرموقة التي يحتلها هذان التصنيفان بناءً على معايير الترتيب المتبعة، فقد احتلت أكسفورد المركز الرابع في تصنيف التايمز للتعليم العالي والعاشر في التصنيف الذي تعده جامعة شانغهاي جياو تونغ, حيث أتت جامعة هارفرد بالمركز الأول.
جامعة أكسفورد هي أحد جامعات الأبحاث البريطانية في مجموعة رسل، وفي مجموعة كومبرا وهي شبكة من الجامعات الأوروبية المتقدمة، وفي رابطة جامعات الأبحاث الأوروبية (LERU)، كما أنها عضو أساسي في منظمة اليوربيوم. ويوجد بها كلية سعيد لإدارة الأعمال.

## تاريخ

### التأسيس
تاريخ تأسيس جامعة أكسفورد غير معروف. في القرن الرابع عشر، كتب المؤرخ رانولف هيغدن أن الجامعة تأسست في القرن العاشر على يد ألفريد العظيم، لكن هذه القصة مشكوك فيها. من المعروف أن التعليم في أكسفورد كان موجودًا بشكل ما في وقت مبكر من عام 1096، لكن من غير الواضح متى بدأت الجامعة بالظهور. ألقى الباحث ثيودبالد من إيتامبس محاضرات في أكسفورد في أوائل القرن الثاني عشر.
نمت الجامعة بسرعة منذ عام 1167 عندما عاد الطلاب الإنجليز من جامعة باريس. ألقى المؤرخ جيرالد الويلزي محاضرات لهؤلاء الطلاب في عام 1188، ووصل أول عالم أجنبي معروف، إيمو من فريزلاند، في عام 1190. حمل رئيس الجامعة لقب المستشار منذ عام 1201 على الأقل. منحت الجامعة ميثاقًا ملكيًا في عام 1248 خلال فترة حكم الملك هنري الثالث.
بعد النزاعات بين الطلاب وسكان أكسفورد في عام 1209، فر بعض الأكاديميين من العنف إلى كامبريدج، حيث أسسوا لاحقًا جامعة كامبريدج.
اجتمع الطلاب معًا على أساس الأصول الجغرافية في مجموعتين، تمثلان الشمال (شماليون أو بوريلز، الذين شملوا الإنجليز من شمال نهر ترنت والإسكتلنديين) والجنوب (جنوبيون أو أوستراليس، الذين شملوا الإنجليز من جنوب ترنت، والأيرلنديين، والويلزيين). في القرون اللاحقة، استمرت الأصول الجغرافية في التأثير على انتماءات العديد من الطلاب عندما أصبح الانضمام إلى كلية تقليديًا في أكسفورد. بالإضافة إلى ذلك، استقر أعضاء العديد من النظم الدينية، مثل الدومينيكان، والفرنسيسكان، والكرمليون، والأوغسطينيون، في أكسفورد في منتصف القرن الثالث عشر، واكتسبوا نفوذًا وأسسوا منازل أو قاعات للطلاب. في نفس الوقت تقريبًا، أنشأ مصلحون أفراد كليات كمجتمعات علمية مستقلة. من بين أقدم هؤلاء المؤسسين كان ويليام من دورهام، الذي قدم كلية الجامعة في عام 1249، وجون باليول، والد ملك إسكتلندا المستقبلي؛ تحمل كلية باليول اسمه. مؤسس آخر، والتر دي ميرتون، مستشار إنجلترا ثم أسقف روتشستر، وضع سلسلة من اللوائح للحياة الجامعية؛ أصبحت كلية ميرتون بذلك نموذجًا لمثل هذه المؤسسات في أكسفورد، وكذلك في جامعة كامبريدج. بعد ذلك، بدأ عدد متزايد من الطلاب العيش في الكليات بدلًا من القاعات والمنازل الدينية.
في عام 1333-1334، أحبطت محاولة بعض الطلاب غير الراضين في أكسفورد من تأسيس جامعة جديدة في ستامفورد، لينكولنشاير، من قبل جامعتَي أكسفورد وكامبريدج اللتين تقدمتا بعريضة إلى الملك إدوارد الثالث. بعد ذلك، حتى عشرينيات القرن التاسع عشر، لم يُسمح بتأسيس جامعات جديدة في إنجلترا، حتى في لندن؛ وبذلك، كان لأكسفورد وكامبريدج احتكار ثنائي، وهو أمر غير معتاد في الدول الكبرى في غرب أوروبا.

### عصر النهضة
أثرت المعرفة الجديدة في عصر النهضة بشكل كبير على جامعة أكسفورد منذ أواخر القرن الخامس عشر فصاعدًا. من بين العلماء الجامعيين في تلك الفترة كان ويليام غروسين، الذي ساهم في إحياء دراسات اللغة اليونانية، وجون كوليت، العالم التوراتي البارز.
مع الإصلاح الإنجليزي وقطع العلاقات مع الكنيسة الكاثوليكية الرومانية، فر العلماء المعارضون في أكسفورد إلى أوروبا القارية، واستقروا بشكل خاص في جامعة دواي. تحول أسلوب التدريس في أكسفورد من الطريقة المدرسية في العصور الوسطى إلى التعليم النهضوي، إلا أن المؤسسات المرتبطة بالجامعة عانت من خسائر في الأراضي والإيرادات. بوصفها مركزًا للتعلم والمنح الدراسية، تراجعت سمعة أكسفورد في عصر التنوير؛ إذ انخفضت أعداد الملتحقين وأهمل التدريس.
في عام 1636، دوّن ويليام لود، المستشار ورئيس أساقفة كانتربري، قوانين الجامعة. ظلت هذه القوانين إلى حد كبير اللوائح الحاكمة للجامعة حتى منتصف القرن التاسع عشر. كان لود أيضًا مسؤولًا عن منح ميثاق يضمن الامتيازات لمطبعة الجامعة، وقدم مساهمات كبيرة لمكتبة بودليان، المكتبة الرئيسية للجامعة. منذ قيام كنيسة إنجلترا حتى عام 1866، كانت العضوية فيها شرطًا للتخرج بدرجة البكالوريوس في الفنون، ولم يُسمح «للمنشقين» بالترقية إلى درجة الماجستير في الفنون إلا في عام 1871.
كانت الجامعة مركزًا للحزب الملكي خلال الحرب الأهلية الإنجليزية (1642-1649)، في حين فضلت المدينة البرلمانيين.
كانت كلية وادهام، التي تأسست في عام 1610، الكلية الجامعية للسير كريستوفر رين. كان رين جزءًا من مجموعة بارزة من العلماء التجريبيين في أكسفورد في خمسينيات القرن السابع عشر، وهي نادي أكسفورد الفلسفي، الذي شمل روبرت بويل وروبرت هوك. هذه المجموعة، التي ارتبطت أحيانًا بالكلية الخفية أو الكلية غير المرئية لبويل، عقدت اجتماعات منتظمة في وادهام تحت إشراف مدير الكلية، جون ويلكينز، وشكلت نواة تأسيس الجمعية الملكية.

## الأقسام
- قسم العلوم الطبية، جامعة أوكسفورد (بالإنجليزية: Medical Sciences Division, University of Oxford)‏ هي إحدى المدارس لتعليم الطب في المملكة المتحدة. مركز هذه المدرسة الطبية هو جامعة أوكسفورد. تم تأسيس هذه المدرسة رسمياً في بين 1220-1255. ولكن تم تعليم الطب في جامعة أوكسفورد منذ القرن الثالث عشر.[25]

## الكليات
1. All Souls College كلية كل الأرواح (أول سولز)
2. Balliol College بيليول
3. Blackfriars College بلاكفرايرز
4. Brasenose College بريزنوز
5. Campion Hall كامبيون هول
6. Christ Church College كلية كرايست تشيرش
7. Corpus Christi College كوربس كريستي
8. Exeter College إكسيتر
9. Green Templeton غرين تمبلتن
10. Harris Manchester هاريس مانشستر
11. Hertford College هارتفورد
12. Jesus College جيزس
13. Keble College كيبل
14. Kellogg College كيلوغ
15. Lady Margaret Hall ليدي مارغريت هول
16. Linacre College ليناكر
17. Lincoln College لنكن
18. Magdalen College كلية مودلن (بخلاف «ماغدالين» في جامعة كامبريدج)
19. Mansfield College مانسفيلد
20. Merton College كلية ميرتن
21. New College نيو
22. Nuffield College نَفيلد
23. Oriel College أوريل
24. Pembroke College بمبروك
25. Queen's College كوينز
26. Regent's Park College ريجنتس بارك
27. St Anne's College سينت آنز
28. Reuben College
29. St Antony's College سينت أنتونيز
30. St Catherine'sCollege كلية سينت كاثرينز
31. St Cross College سينت كروس
32. St Edmund Hall سينت إدموند هول
33. St Hilda's College سينت هيلداز
34. St Hugh's College سينت هيوز
35. St John's College كلية سينت جونز
36. St Peter's College سينت بيترز
37. St Stephen's House سينت ستيفنز هاوس
38. Somerville College سمرفيل
39. Trinity College ترينيتي
40. University College الكلية الجامعية
41. Wadham College وادم
42. Wolfson College ولفسن
43. Worcester College وستر
44. Wycliffe Hall وايكليف هول

## نظام الكليات
يوجد 38 كلية مستقلة في جامعة أوكسفورد ذات إدارة ذاتية، نظام الجامعة الجماعي هو ما أعطى جامعة أوكسفورد نجاحها.
حيث يتسنى للناس الاجتماع معاً في مؤسسة كبيرة وحتى تخصصات أصغر والعمل معاً لتبادل الأفكار.
والجامعة معروفة بمرافقها الكثيرة مثل:
المكتبة، توفير تكنولوجيا المعلومات، السكن والرعاية والدعم، الرياضة والأحداث الاجتماعية.
نسبياً هناك عدد قليل من الطلاب في كل كلية وذلك لمنح الاهتمام الكافي للتعريف والتطوير الأكاديمي ورفاهية الأفراد.
كل كلية لها مديرها الخاص، ومجموعة من التابعين.
وهناك أيضاً 6 قاعات خاصة دائمة والتي أنشأت من مختلف الطوائف المسيحية وما زالت تحتفظ بطابعها الديني.

## المتاحف
ان متاحف ومجموعات اوكسفورد مشهورة في العالم. وهي توفر مصادر لكل العلماء حول العالم، أكثر من مليون شخص يزور مجموعات ومتاحف اوكسفورد سنوياً.
1. المتحف الاشمولي للفن والآثار Ashmolean Museum of Art and Archaeology
2. متحف الجامعة للآثار الطبيعية University Museum of Natural History
3. متحف بيت ريفرز Pitt Rivers Museum
4. متحف تاريخ العلم Museum of the History of Science
5. اهدأ مجموعة من الآلات الموسيقية Bate Collection of Musical Instruments
6. الحديقة النباتية لجامعة اوكسفورد University of Oxford Botanic Garden
7. مشتل هاركوت Harcourt Arboretum
8. معرض صور كلية «كرايست تشيرش» Christ Church Picture Gallery

## وصلات خارجية
- الموقع الرسمي